# Dicranomyia argentina
Dicranomyia argentina är en tvåvingeart som först beskrevs av Alexander 1912.  Dicranomyia argentina ingår i släktet Dicranomyia och familjen småharkrankar. Inga underarter finns listade i Catalogue of Life.